# 莱斯比亚尺

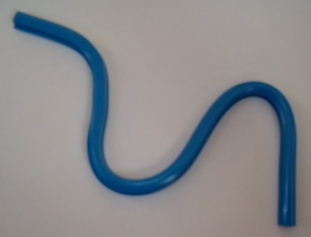
现代版的莱斯比亚尺——蛇形尺

莱斯比亚尺（英語：Lesbian rule）是古希腊石匠所用的铅尺，可以弯曲成线脚的曲线形状，用以测量或复制不规划的曲线。莱斯比亚尺最初是用产自莱斯博斯岛的一种软铅制成的。
亚里士多德曾在其《尼各马可伦理学》第五卷第10章中用莱斯比亚尺比喻灵活、弹性的标准对保证公平的重要性：“如果要测度的事物是不确定的，测度的尺度也就是不确定的。就像莱斯比亚的建筑师用的铅尺，是要依其形状来测度一块石头一样，一个具体的案例也是要依照具体的情状来判决。”